# Kono (etnia de Sierra Leona)

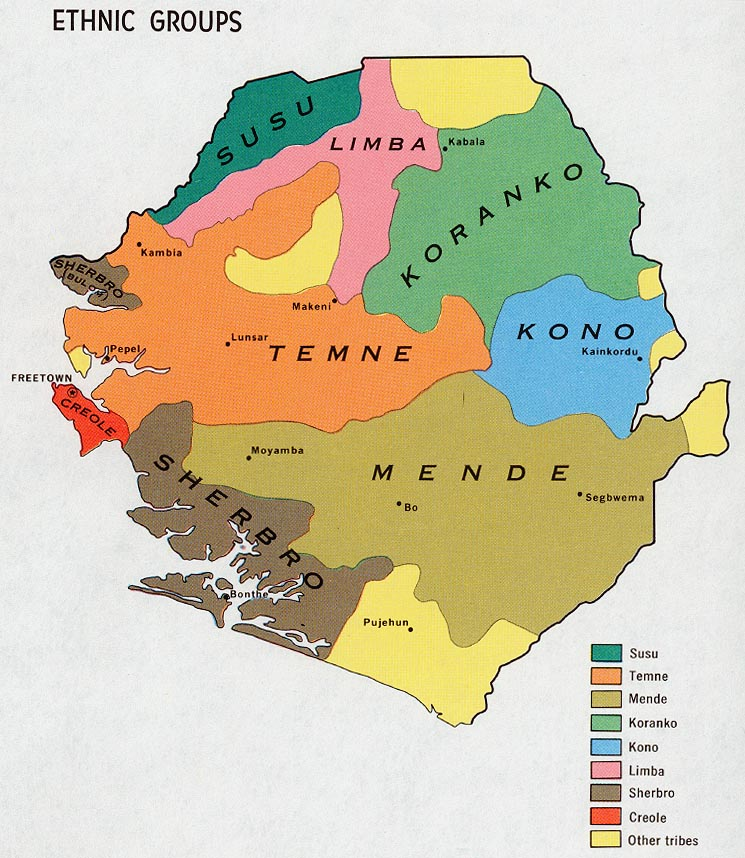
Localización del pueblo kono en Sierra Leona

Los Kono son una población originaria de África Occidental que habita principalmente en la Provincia del Este de Sierra Leona y Liberia
En 1952, el etnologo Bohumil Holas estimaba que no había «un parentesco notable » entre los Kono de Sierra Leona y de Guinea. No obstante, algunas fuentes los relacionan históricamente con el grupo mandingue, presente principalmente en Sierra Leona,Liberia y en Guinea, así como en Costa de Marfil. Así mismo, los Kono, se comunican en lenguas mandées.

## Lenguas
Hablan el kono, una lengua mandée. En Sierra Leona el número de hablantes de esta lengua ha sido estimado en 205.000 individuos en el año 2006.